# 山田叉丝壳
山田叉丝壳（学名：Microsphaera yamadai）是属于白粉菌目白粉菌科叉丝壳属的一种真菌，寄生在胡桃属植物上。该种分布于中国、日本、印度、俄罗斯、德国等地。